# Col de la Masse
Le col de la Masse est un col de France situé en Savoie, dans le massif de la Vanoise.
Il se trouve entre la pointe de l'Échelle (3 418 m) au nord — plus précisément le Grand Roc (3 316 m) — et le Rateau d'Aussois (3 128 m) au sud — plus précisément le Petit Rateau (3 094 m) —, faisant communiquer le secteur du Plan d'Amont au-dessus d'Aussois à l'est et le vallon de l'Orgère au-dessus de Modane au sud-ouest. Il est franchi par un sentier de randonnée — qui constitue une variante au Tour des Glaciers de la Vanoise, — au niveau d'un point bas sur la ligne de crête à 2 922 mètres d'altitude, sur le territoire communal de Villarodin-Bourget. Cependant, il existe un autre point bas sur la ligne de crête à 2 903 mètres d'altitude à quelques dizaines de mètres plus au sud-est, sur le territoire communal d'Aussois, à l'écart du sentier et constituant le véritable col topographique.
Il tire son nom d'un piton rocheux situé juste à l'ouest, la Masse, culminant à 2 952 mètres d'altitude.

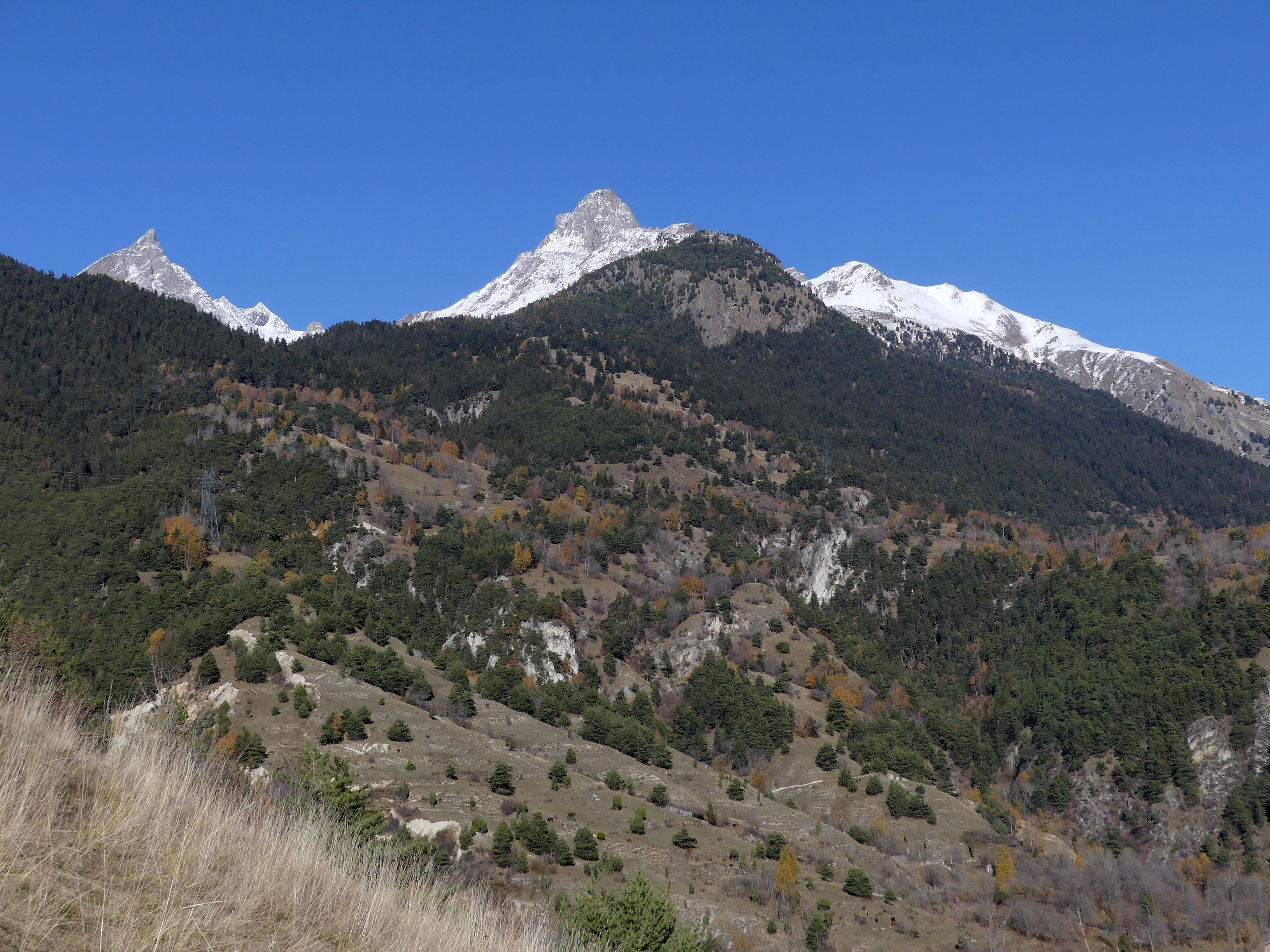
Vue depuis le fond de la Maurienne dans les environs de Modane au sud-sud-ouest de la pointe de l'Échelle à gauche et du Rateau d'Aussois au centre avec le col de la Masse entre les deux.